# Халкедон
Вижте пояснителната страница за други значения на Кадъкьой.
Халкедон или Халкидон, днес Кадъкьой (на старогръцки: Χαλκηδών, произнасяно Халкедон, на гръцки: Χαλκηδόνα, Халкидона) е древен град във Витиния, Мала Азия, разположен срещу Византион, южно от Скутари (днешния Юскудар), днешна Турция. Днес „Халкедон“ се нарича Кадъкьой и е квартал на Истанбул.
Халкедон е основан от гърци от Мегара през 676 г. пр.н.е.Персите го владеят към края на VII век пр.н.е. Бил е ограбен от експедицията на персийския цар Дарий I по време на похода му срещу скитите през 512 пр.н.е.. Имал е съюзнически връзки, в различно време, с Атина и Спарта. През 74 г. пр.н.е. е завладян от римляните, а за малко след това и от техния противник, царят на Понт Митридат VI.
Независим град е за известно време, но това право му се отнема по времето на римския император Валент.
В Халкедон е роден известният ученик на Платон Ксенократ, както и скулпторът Беот.
Халкедон е известен с прекрасната си църква, в която се е провел Четвъртият вселенски църковен събор (451 г.), на който се осъжда монофизитството и християнските църкви се разделят на две групи. В групата на монофизитите се включват по-голяма част от патриаршиите на Александрия, Йерусалим и Антиохия. Монофизитските догми са застъпени от сирийската, коптската, етиопската и арменската църква. Последната е най-старата национална християнска църква (301), но не всички арменци споделят нейните канони. Арменците, привърженици на догмите на Халкедонския събор, са обитавали предимно Византийска Армения (виж „Ивир“) и Грузия. Видни представители на арменците-халкедонити във Византия са пълководците братя Пакуриан – основатели на Бачковския манастир, а в Грузия днешни техни потомци са арменците-католици.
Турците са ползвали Халкедон като източник за строителни материали за град Константинопол.
Днес, Кадъкьой е населен предимно с гърци, арменци, турци и евреи. На негова територия са разположени църкви, които принадлежат към различни църковни общности, както и училища, включително и един арменски католически колеж. В района на Хайдар Паша на Кадъкьой се намира пристанището и главната гара на анатолийската железница, която води за Багдад.